# Heinrich Gröninger
Heinrich Gröninger (* um 1578/79 in Paderborn; † 6. November 1631) war ein deutscher Bildhauer. Durch seine Tätigkeit als Dombildhauer in Paderborn sind im dortigen Dom einige seiner Werke zu sehen.

## Leben
Heinrich Gröninger ist der älteste Sohn von Gerdt van Groningen, der 1578 das Bürgerrecht der Stadt Paderborn erwarb, und Engel Harbring (auch „Harbrink“ geschrieben). Das Elternhaus ist am Gierstor in Paderborn belegt. Als weitere Geschwister sind sein Bruder Gerhard (um 1582–1652) und seine Schwester Maria († vor 1626) bekannt. Vermutlich war Hans Groninger ebenfalls ein Bruder. Das genaue Geburtsdatum Gröningers ist nicht überliefert, wird jedoch für 1578/79 angenommen.
Wo Gröninger das Bildhauerhandwerk erlernte, ist nicht klar. Sein erstes Werk ist eine Grabplatte des Landdrosten Raban von Westphal aus Dringenberg, die seine Witwe kurz nach dessen Tod 1598 in Auftrag gab. Hier trat Gröninger als selbstständiger Bildhauer und Unternehmer auf. Ein weiteres Zeugnis über ihn findet man im Mitgliedsverzeichnis der Marianischen Sodalität der Paderborner Jesuiten, in die Gröninger am 23. Januar 1600 eingetreten war.
Wo Gröninger bis 1610 Haus und Werkstatt unterhielt, ist nicht bekannt. Am 23. April 1610 mietete Gröninger ein Haus nördlich des Domes an, in dem zuvor die Martinskurie der Paderborner Jesuiten untergebracht war. Im Mietvertrag wird erstmals Gröningers Frau Maria Wegewarth aus Münster genannt.
Am 13. April 1612 wurde Gröninger vom Paderborner Domkapitel zum Dombildhauer bestellt. In dieser Zeit entstanden einige Grabmale im Kreuzgang des Paderborner Domes und das große Grabmal des Dietrich von Fürstenberg. Durch die Anstellung war Gröninger finanziell gut gestellt und erwarb am 13. April 1617 den Detmarsenhof in Neuhaus für 300 Taler.
Gegen Ende der 1620er Jahre muss sich die finanzielle Situation Gröningers verschlechtert haben, sodass er 1627 und 1629 Kredite aufnahm und sein Elternhaus in der Giersstraße veräußerte. In dieser Zeit war seine Frau bereits tot und Gröninger lebte mit seinem einzigen Sohn Johann weiter in Neuhaus. Bis zu seinem Tod am 6. November 1631 führte Gröninger den Werkstattbetrieb fort.

## Werke
| Jahr         | Bezeichnung, Standort                                                                                    | Bild |
| ------------ | --- | --- |
| 1598/99      | Grabmal des Landdrosten Raban von Westphal, St. Mariä Geburt in Dringenberg                              | |
| 1599/1600    | Grabmal des Domdechanten Heinrich von Meschede, Paderborner Dom                                          | |
| 1601/02      | Wappenbild des Bischofs Dietrich von Fürstenberg, Theologische Fakultät Paderborn                        | |
| 1603         | Kreuzaltar, Paderborner Dom                                                                              | |
| 1603/04      | Grabmal des Domherrn Gisbert von Budde, Paderborner Dom                                                  | |
| 1603/04      | Grabmal der Margarete von Westphal, St. Mariä Geburt in Dringenberg                                      | |
| 1604         | Grabmal des Domkämmerer Johann von Hanxleden, Paderborner Dom                                            | |
| um 1607      | Grabmal des Domherrn Hermann von Winkelhausen, Paderborner Dom                                           | |
| 1607         | Grabmal des Domherrn Hermann von Keppel, Paderborner Dom                                                 | |
| 1607/08      | Grabmal des Freiherrn David von Spiegel, St. Mariä Himmelfahrt Peckelsheim                               | |
| 1608         | Grabmal des Domscholaster Joachim von Langen, Paderborner Dom                                            | |
| 1608/09      | Figuren der zwölf Apostel, Paderborner Dom                                                               | |
| 1610         | Altaraufsatz, St. Meinolf Bellersen                                                                      | |
| 1610         | Grabmal des Landdrosten Gottschalk von Haxthausen, St. Mariä Geburt Dringenberg                          | |
| 1610/11      | Grabmal des Domherrn Hermann von Spiegel, Paderborner Dom                                                | |
| 1612         | Wappenbild des Domdechanten Arnold von Horst, Alte Mühle Etteln                                          | |
| 1613         | Grabmal des Domherrn Bernhard Theodor von der Lippe, Paderborner Dom                                     | |
| 1613         | Portal, Südflügel der Jesuiten-Universität (heute Theodorianum) Paderborn                                | |
| 1614         | Wappenbild, nördlicher und südlicher Treppenturm der Jesuiten-Universität (heute Theodorianum) Paderborn | |
| 1615         | Portal, Westflügel der Jesuiten-Universität (heute Theodorianum) Paderborn                               | |
| 1615/16-1619 | Grabmal des Fürstbischofs Dietrich von Fürstenberg, Paderborner Dom                                      | |
| 1616/18      | Grabmal des Freiherrn Werner von Oeynhausen, St. Peter und Paul Sommersell                               | |
| 1619         | Figur des Hl. Christophorus, Paderborner Dom                                                             | |
| 1620         | Altarretabel des Kreuzaltars, Paderborner Dom                                                            | |
| 1623/24      | Grabmal des Domherrn Rüdiger von Horst, Paderborner Dom                                                  | |
| 1623/26      | Grabmal des Freiherrn Werner III. von Spiegel, St. Marien Borlinghausen                                  | |
| 1623/26      | Grabmal der Katharina von Spiegel, St. Marien Borlinghausen                                              | |
| 1624/25      | Hochaltar, St. Kilian Lichtenau                                                                          | |
| 1625         | Grabmal des Domherrn Otto von Twiste, Paderborner Dom                                                    | |
| 1625         | Grabmal des Domherrn Bernhard Georg von Brencken, Paderborner Dom                                        | |
| 1625/26      | Grabmal des Domherrn Alhard Georg von Meschede, Paderborner Dom                                          | |
| 1626         | Grabmal des Domherrn Johann von Driburg, Paderborner Dom                                                 | |
| 1625/27      | Grabmal des Landdrosten Kaspar von Fürstenberg, St. Laurentius Arnsberg                                  | |
| 1626         | Brunnenaufsatz, Franziskanerkloster Paderborn                                                            | |
| 1627         | Grabmal des Domherrn Theodor von Varensell, Paderborner Dom                                              | |
| 1626/27      | vier Prunksäulen, Paderborner Dom unterhalb der Orgel                                                    | |
| 1623/26      | Grabmal des Drosten Falk Arnd von Oeynhausen, St. Marien Falkenhagen                                     | Bild gesucht Die Wikipedia wünscht sich an dieser Stelle ein Bild vom Ort mit diesen Koordinaten 51.89013 9.30655 . Motiv: Grabmal des Drosten Falk Arnd von Oeynhausen, Kloster Falkenhagen (Heinrich Gröninger) Falls du dabei helfen möchtest, erklärt die Anleitung , wie das geht. BW |
| 1628         | Grabmal des Domherrn Otto von Spiegel, Paderborner Dom                                                   | |
| 1628/29      | Grabmal des Domherrn Salentin von Meschede, Paderborner Dom                                              | |
| 1629         | Altarretabel, Busdorfkirche Paderborn                                                                    | |
| 1631         | Altarretabel, St. Laurentius Erwitte                                                                     | |

## Schriften
- Warhafftige Bekehrung Vom Lutherischen zum Catholischen Glauben, des Liborij Wichartz, gewesenen Bürgermeisters zu Paderborn... Pontanus, Paderborn 1604, urn:nbn:de:hbz:6:1-61941 (ULB Münster).